# سی‌دی صوتی
سی‌دی صوتی (Audio CD) فرمت استاندارد صدا برای لوح نوری (سی‌دی) است. این فرمت به دلیل داشتن مزایای مهم و چشم‌گیر، به‌آهستگی فرمت نوار کاست را از بازار خارج و منسوخ کرد.